# Vanda luzonica
Vanda luzonica är en orkidéart som beskrevs av August Loher och Robert Allen Rolfe. Vanda luzonica ingår i släktet Vanda och familjen orkidéer. Inga underarter finns listade i Catalogue of Life.

## Bildgalleri

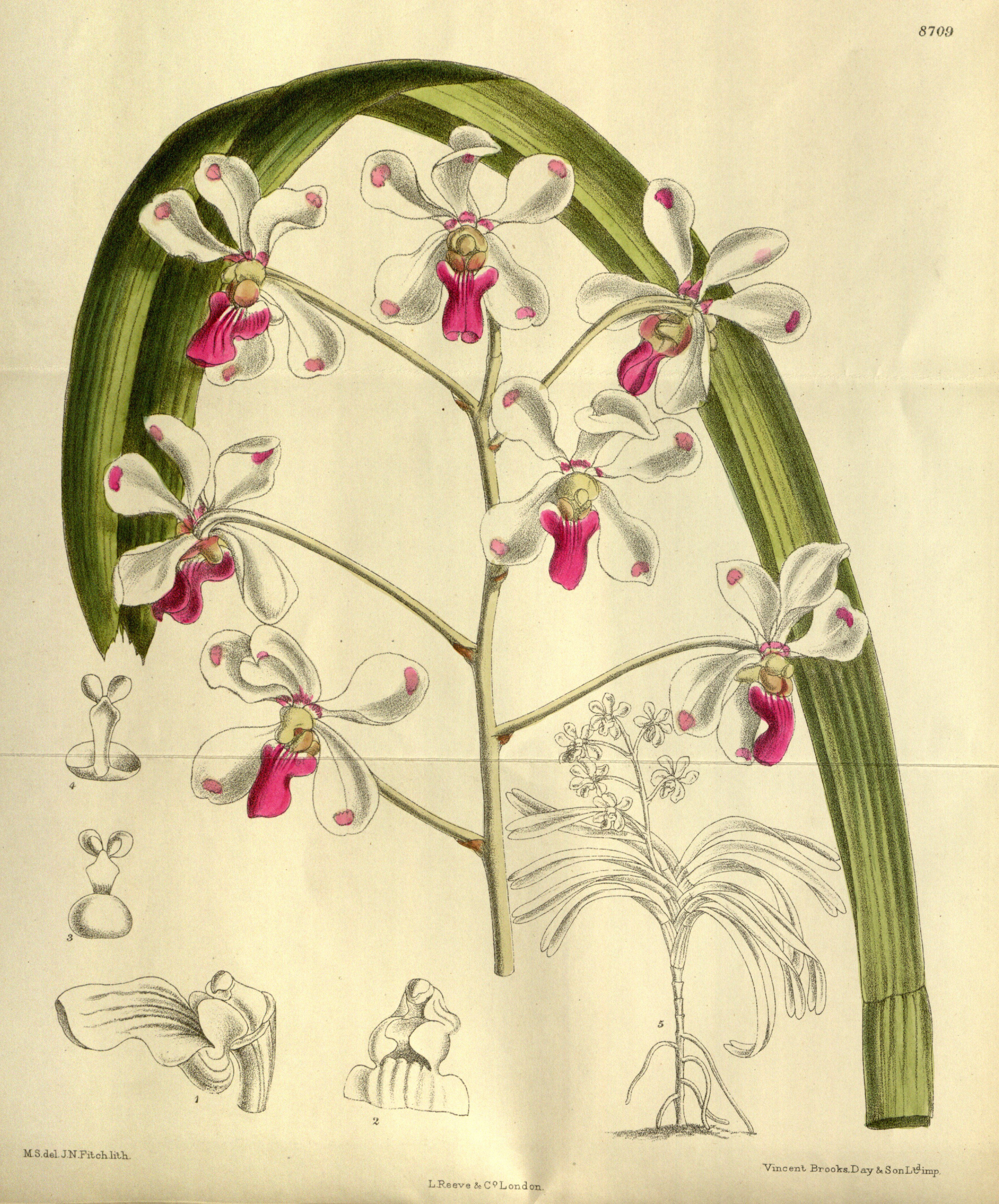